# 列車無線
列車無線（れっしゃむせん）とは、鉄道無線の一種。
広義では列車の乗務員と運転指令所や駅等の地上運転取扱職員が通話する際に用いる無線設備の総称であり、狭義では鉄道車両に搭載されている無線通話装置を指すことが多い。

## 日本における列車無線

### 概要
基本的には、運転指令所から列車乗務員への指令や情報提供などのほか、列車乗務員から運転指令所への状況報告などに用いられる。
特に鉄道においては、鉄道事故発生の際は多くの人命に関わる事態に発展する可能性があるため、運転指令所と列車乗務員等が直接連絡をとることができる列車無線の整備は、事故や災害の防止及び、被害の低減のために極めて重要である。

### 電波伝送方式
- 誘導無線方式（IR[注釈 1]方式）
- 空間波無線方式（SR[注釈 2]方式）
- 漏洩同軸ケーブル方式（LCX[注釈 3]方式） - 漏洩同軸ケーブルをアンテナとして用いる方式であるが、周波数帯域は空間波無線と同じであることや、車上無線機は共用であったりすること[注釈 4]から、空間波無線の一種として扱われることがある。
- 衛星携帯電話 - 空間波無線方式ではコストや受信状態などの面から難があるとして、衛星携帯電話を列車無線として運用している路線がある。（例：JR東日本只見線・花輪線など）
- IP無線 - 上と同じく空間波無線方式よりコストに優れる方式として使用。携帯電話回線の無線パケット通信を使うので携帯電話基地局から電波が届けば通信可能であるが携帯電話網の輻輳時の影響は受けやすい。タブレット端末やスマートフォン端末に内包して文字情報等の伝送・表示も可能な場合がある[注釈 5]。

### 周波数について
空間波無線方式は主にVHF（150MHz帯）やUHF（300MHz帯、400MHz帯）を用い、山岳地域などでは50MHz帯を用いている事業者もある。基地局間中継ではマイクロ波等も用いられている。相互混信や妨害を防ぐために隣接する鉄道事業者同士では別々の周波数が割り当てられているが、列車無線に用いられる周波数の割り当てが少ないことから相互混信や妨害の恐れが無い遠隔地の鉄道事業者とは同じ周波数が割り当てられている場合もある。
全国組織であった日本国有鉄道（国鉄）を前身にもつJRグループでは、JR会社間の直通運転も多数運転されていることもあって、国鉄時代に使用していた周波数を全社共通で使用している。
誘導無線方式は100〜300kHz以内が用いられており、主に地下鉄や地下鉄に直通乗入れする事業者で多用されている。誘導無線方式の地上側誘導線（アンテナ）と車上側アンテナ間の電界到達距離は数メートルから精々十メートル程度なので同じ周波数を用いる別事業者の線路が近接しても相互混信や妨害の恐れは低い。都営地下鉄浅草線と北総鉄道北総線・京成成田空港線などのように、近隣の鉄道事業者であっても同一周波数を使用している場所もある。
なお、具体的な周波数は総務省が公開しており、電波利用ホームページ（地域周波数利用計画策定基準一覧表の備考 付表C）で閲覧できる。

### 導入路線

#### 新幹線
東海道新幹線では運用開始当時は空間波方式の多重無線であったが、トンネルや山間部などで不感地帯が多く、この欠点を解消するため1989年（平成元年）3月に空間波方式からLCX方式に更新した。当時の通信指令はアナログ多重 (FDM-FM) 方式及び一部デジタルデータ方式（GMSK, 64kbps、三菱電機）であったが、2009年（平成21年）2月21日よりデジタル方式に更新した。
ただし、後発組となる東北・上越新幹線では開業当初からLCX方式を使用しており、回線数の増加とデータ通信に対応していた。ただし、2002年（平成14年）11月にデジタル方式に更新された。なお、北陸新幹線（長野新幹線）はアナログ方式を存置していたが、2012年（平成24年）10月にデジタル方式に更新された。2015年（平成27年）3月には金沢駅まで延伸し、JR東日本区間とJR西日本区間を跨がるようになったが、双方に対応した機能の無線装置を使用している。
従来のアナログ式に比べ音声通話用・データ通信用のチャンネルが増加し、データ通信時の転送速度も従来の1.2kbpsから最大64kbpsに向上した。データ量の少ない通信用として最大9.6kbpsに抑えたチャンネルもある。
データ通信用に使えるチャンネルが増えたことから、在来線の運行情報配信、文字によるニュースやPRの表示、モニターを使用した乗務員向け運転通告の表示、指定席の発売・利用状況の伝達などに利用されているほか、車両故障時にモニターに表示された情報を総合指令所に転送することもできる。
音声用は総合指令所との通話のほか、旅客一斉情報放送からの音声も受信・録音できるほか、列車電話にも利用されている。
なお、山陽新幹線は、現在も東海道新幹線のアナログLCX時代の無線方式を使っており、市販の一部の受信機で受信可能となっている。

#### JR在来線における方式の違い
JR在来線においては、Aタイプ・Bタイプ・Cタイプとデジタル無線がある。

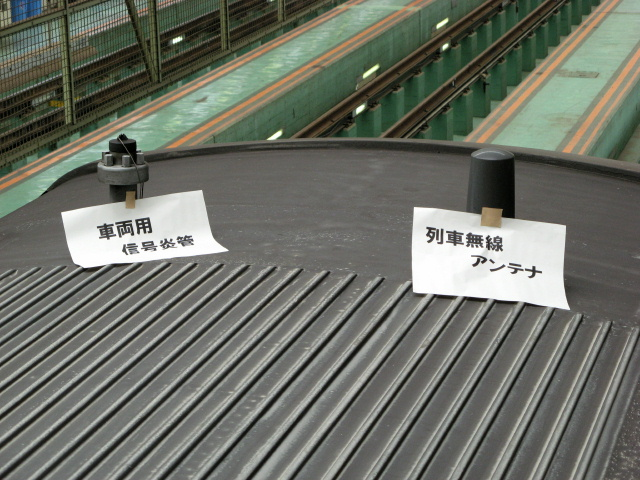
E231系の列車無線アンテナ

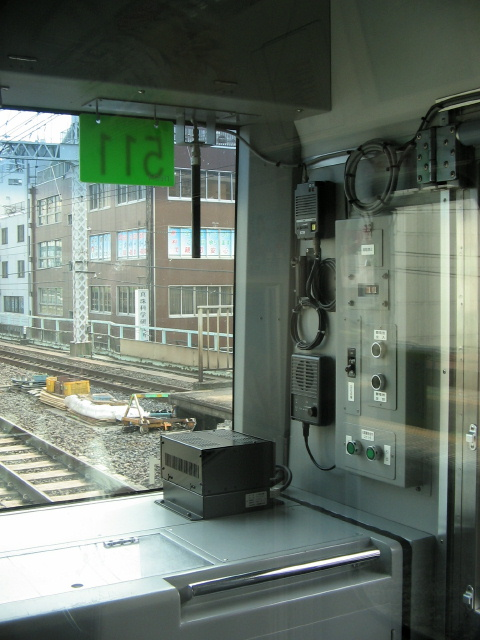
山手線E231系に設置されたデジタル無線装置の一部
窓上部に付けられている黒い棒が簡易車上アンテナ。壁に付けられているスピーカー状のものは旅客一斉情報装置（上がアナログ用、下がデジタル用）。窓下の黒い箱はVIS用のミリ波通信装置の一部

Aタイプ
列車無線のうち、指令局側と車上局側が同時送受信可能な複信方式のものを指す。指令局側と車上局側で別々の送信周波数を用いる。1981年に、山手線と京浜東北・根岸線のATC導入と共に配備されたが、その後埼京線と川越線、また国鉄分割民営化後に首都圏の他線区やミニ新幹線にも導入された。特に首都圏の在来線に配備されたものは新Aタイプと呼ぶこともある。基地局が352MHz帯、移動局が336MHz帯にそれぞれ対となる8チャネルが線区ごとに割り当てられている。1つの基地局の小ゾーンを最大16局を纏めた大ゾーン方式であり、それが1線区当たり最大で3ゾーンの配置となっていて、大ゾーンの分割区間では、その分割近くの基地局からLCXアンテナが伸びる形で設置されている。送信出力は基地局が3W、移動局が1Wである。通話のないときは、基地局から空線信号を出している。同一線区内は同一周波数で各基地局が同時送信するため激しい混信状態となるが、各基地局の無線周波数精度を±0.05ppm以内に保つこと、各基地局の音声の位相を最も遠い基地局に揃えることで、通話品質の劣化を抑えている。
Bタイプ
列車無線のうち大都市圏を中心に配備されたもので、指令局側は連続送信だが、車上局側は送信スイッチを押したときだけ送信する半複信方式であり、低コスト化を計ったものである。そのため、車両側では指令局からの受信と指令局への送信が同時には行えない（指令局側は送受信が同時に行える）。Aタイプと同じく大ゾーン方式であり、同じく指令局側と車上局側で別々の送信周波数を用いる。Aタイプのうち5チャンネル分を路線ごとに使い分けしている。なお、Aタイプとは上位互換があるほか、車上局側ではCタイプの無線機を内蔵している。Aタイプ同様、通話のないときは基地局から空線信号を出している。
Cタイプ
A・Bタイプの列車無線を導入していない路線で使用しているタイプで400MHz帯に3波の割り当てがある。送信周波数と受信周波数が同一の単信方式であり、発声するときのみ送信スイッチを押して送信する。送信中は受信出来ないので交信相手の送信が終了してから応答送信する交互通話である。空線信号は出ていない。1つの基地局の小ゾーンを最大10局を纏めた大ゾーン方式であるが、A・Bタイプは違い、指令局側ではゾーンごとに無線操作盤が設置されており、運転指令員により手動で基地局を選択操作しての通話が可能である。旧国鉄で使用していた乗務員無線を継承したものである為、車上局側の無線機の形状は乗務員無線と同じ携帯形であり、車両側で常に充電機能を内蔵した取付台に装着されている。
Pタイプ
Cタイプの列車無線を発展させたもので、音声通話のほかにデータ通信機能を付加させたものである。送受信周波数や発信方式はCタイプと同じであるが、通常の音声信号に混ざってデータ信号を送受信する。指令側にデータ送信用の機器を、列車側に受信機器のほか印刷用のプリンタをそれぞれ搭載し、音声での無線通信のほかに通告等の情報通信を行う。従来のCタイプと互換性がある。九州旅客鉄道（JR九州）で運用されている。

### デジタル列車無線
近年普及が始まったデジタル無線方式は、通信回線の増加や大容量のデータ通信が可能なことから、従来からのアナログ無線の更新用として採用が進められている。

#### JR東日本・西日本
東日本旅客鉄道（JR東日本）では、1986年（昭和61年）から各車両に搭載している列車無線装置（主に新Aタイプ無線）が老朽取替の時期を迎え、特に首都圏では大雪や雷雨等の際に、全線区一斉の情報連絡や指令伝達を実施するなど高い利用率となっており指令通話回線の増強が必要であった。また、列車支援運行業務の充実を図るため、指令通告、徐行区間情報、車両機器状態監視等の列車・地上間のデータ通信需要も拡大していることから、それらを可能にする無線システムの変更を目的として首都圏の新Aタイプ区間や一部のBタイプを導入している線区の列車無線装置を2007年（平成19年）から2010年（平成22年）にかけてデジタル化した。なお、使用周波数帯域はほとんど新A・Bタイプと変わらない。また末端路線など一部路線はデジタル化の対象にはならず、アナログ方式のまま運用されている。
デジタル列車無線の導入によって、運転台のモニター上への通告内容の表示、自社線や他社線の運行状況の確認が可能になるほか、東京圏輸送管理システム (ATOS) 導入路線における分単位での列車遅延状況の確認、走行線区の列車在線状況の表示といった、これまで運行乗務員では入手することのできなかった情報が容易に確認できるようになる。
導入に当たっては、地上側では送受信アンテナの追加、調整が行われ、車両側では対応無線機への交換（デジタル式と従来のアナログA・B・Cタイプの両対応型）、受信感度向上のためのアンテナ追加、モニタ装置搭載車のソフトウェア更新、モニタ装置非設置車両への簡易モニタ装置設置工事などが進められた。車両側の改造はJR車両のみならず、直通運転のある東京メトロ、東京臨海高速鉄道など他社の車両についても同様に行われたほか、デジタル列車無線の導入を行わない路線の車両でも、臨時運転や検査に伴い他線を走行する事情も考慮して行われた。先行実施として、山手線で2007年（平成19年）8月26日からデジタル無線の運用を開始し、2008年度（平成20年度）以降、約2年をかけて残る首都圏の在来線をアナログの周波数ごとに6回に分けてデジタル化した。
西日本旅客鉄道（JR西日本）ではJR宝塚線（尼崎 - 新三田）でD3chで2017年（平成29年）1月18日より、JR神戸・京都・琵琶湖線（姫路 - 米原）でD4chで2017年（平成29年）5月6日より運用を開始した。京阪神各線区においてもBタイプを置き換える形で順次導入予定。

#### 私鉄・第三セクター
大手・準大手私鉄では、ほとんどで専用の列車無線を導入（そのほとんどは空間波無線）しているが、中小私鉄では未整備のところもある（専用の列車無線の代わりに社用携帯電話を使うケースが増えている）。一般的に、運転本数の多い路線は複信もしくは半複信、運転本数の少ない路線は単信が導入される傾向がある。特に首都圏では、基地局にMSKによる空線信号が出ているところが多い。この方式を、メーカー名からNEC式私鉄列車無線と呼ぶこともある。
また、無線導入後の国鉄やJRから分離した第三セクター鉄道や、JRとの直通運転を頻繁に行う路線では、JRと共通の無線設備を導入しているところもあり、地下鉄との直通運転を頻繁に行う路線、地下線の存在する路線では、誘導無線を導入しているところもある。
この他、私鉄向け無線のデジタル化は2005年（平成17年）の開業時から首都圏新都市鉄道つくばエクスプレスで導入された。大手私鉄では、小田急電鉄で2016年（平成28年）7月からの導入を計画していたが、運用開始は2017年5月14日からとなった。
デジタル無線は無線機のメーカーをまたいでも使用できる共通規格もあるものの、相模鉄道のようにJR東日本と直通する都合から共通規格ではなくJR東日本の方式に準拠した機器を導入する例や、基本的に入札による調達を基本とする公営事業者において規格等の関係から特命指名する例もある。

### 地下鉄
トンネル内に電波を送るため、長波を使った誘導無線が使われる。2000年代以降は、長波よりも安定した通話やデータ伝送を行えるVHFを使うため、漏洩同軸ケーブルをトンネル内に敷設して空間波無線を使用する路線も増えてきている。

### 携帯電話
携帯電話の全国普及を前後にして、小規模鉄道事業者やJR各社などで携帯電話を乗務員に持たせ連絡手段としている場合がある。確実性が高いためJRでは
近年運行上の円滑化を図るため無線指令とともに使われることが増えている。

### 傍受について
受信及び「聴く」だけであれば違法ではないが、傍受により知り得た通信内容を利用したり、第三者および団体に漏洩したり、それを無断で書籍やウェブサイト上などの各媒体に掲載することは以下の通り電波法で禁じられている。
- 電波法第59条（秘密の保護）「何人も法律に別段の定めがある場合を除くほか、特定の相手方に対して行われる無線通信を傍受してその存在若しくは内容を漏らし、又はこれを窃用してはならない」

なお、無線のデジタル化に伴い、受信自体はできても「聴く」ことができないようになりつつある。

### 列車無線を取り扱う者の免許
列車無線は電波法令上の陸上移動業務であり、指令局は特定無線局ではない基地局であるのでその操作または監督のため第三級陸上特殊無線技士以上の無線従事者の配置を要する。
車上局は陸上移動局であり指令側の統制下にあるので無線従事者は不要である。
上記のCタイプや一部私鉄でみられる基地局が存在せず陸上移動局（車載・携帯無線機）のみの場合においてもいずれか一つの無線機に無線従事者が配置されていればよい。

### 列車無線に関する問題事案

#### 犯罪行為によるもの
- 列車無線については、トンネル内など車内での騒音が大きい場所を走行中の場合でも通話相手の声が聞き取りやすいよう、補助スピーカーを併設しているのが普通である。2010年（平成22年）に、JR西日本奈良電車区所属の電車について、この補助スピーカーの配線が切断される事件が、6月以降4件発生していることが判明しており、同社は奈良県警察に被害届を出した。運転室内には、通常は乗務員や検修社員などしか立ち入らないため、内部犯行であることが疑われているが、同社は当初公表していなかった。[26][27]

## ミャンマーにおける列車無線
ミャンマー国鉄（Myanma Railways, MR）のヤンゴン・マンダレー幹線には輸送指令所（Operation Control Center, OCC）が4か所存在するが、OCCと各駅間の無線装置しかなく、線区全体を一元管理された装置もなかったため各列車の列車乗務員にも適切な指示を行うことが出来ていなかった。旧来の各駅を介した列車運行管理を改善するため、CTC（Centralized Traffic Control）や指令室から各列車の乗務員に直接会話できる列車無線が整備されることになった。